# Memorie di un omicida: I nastri di Nilsen
Memorie di un omicida: i nastri di Nilsen (Memories of a Murderer: The Nilsen Tapes) è un documentario del 2021 diretto da Michael Harte sulla vita e sui crimini sessuali del serial killer britannico Dennis Nilsen.

## Descrizione
Il film descrive la vita e gli omicidi dell'assassino seriale necrofilo Dennis Nilsen, in prima persona attraverso oltre 250 ore di audiocassette che sono state registrate dalla sua cella di prigione.